# Hysterothylacium auctum
Hysterothylacium auctum är en rundmaskart som först beskrevs av Rudolphi 1802.  Hysterothylacium auctum ingår i släktet Hysterothylacium, och familjen Anisakidae. Arten är reproducerande i Sverige.